# SMS (Bangerz)
«SMS (Bangerz)» —literalmente en español: «SMS (Explosivos)»— es una canción pop rap interpretada por las cantantes estadounidenses Miley Cyrus y Britney Spears, incluida en el cuarto álbum de estudio de la primera, Bangerz. El título de la pista es un acrónimo que abrevia los grafemas de la expresión «Strutting My Stuff» —«Apuntando mis cosas»—. Los compositores del tema fueron Cyrus, Sean Garrett, Mike Will Made It y Marquel Middlebrooks, y sus productores fueron estos dos últimos. Además, Cyrus lo catalogó como su «colaboración de ensueño» y sostuvo que le gustaría lanzarlo como el tercer sencillo del álbum, tras «We Can't Stop» y «Wrecking Ball» a pesar de que «Adore You» fue elegido como tercer sencillo. Al respecto, señaló que no puede dejar de pensar en ideas para el video musical. Por otro lado, Garrett sostuvo que posiblemente lanzarán una remezcla que también cuente con las colaboraciones de Gwen Stefani y Nicki Minaj. Durante su primera semana de disponibilidad, vendió 23 000 descargas en los Estados Unidos, mientras que en octubre de 2018, la OCC reportó que en el Reino Unido era la segunda canción más exitosa de Spears que no fue publicada como sencillo con base en ventas de descargas y streams.

## Antecedentes

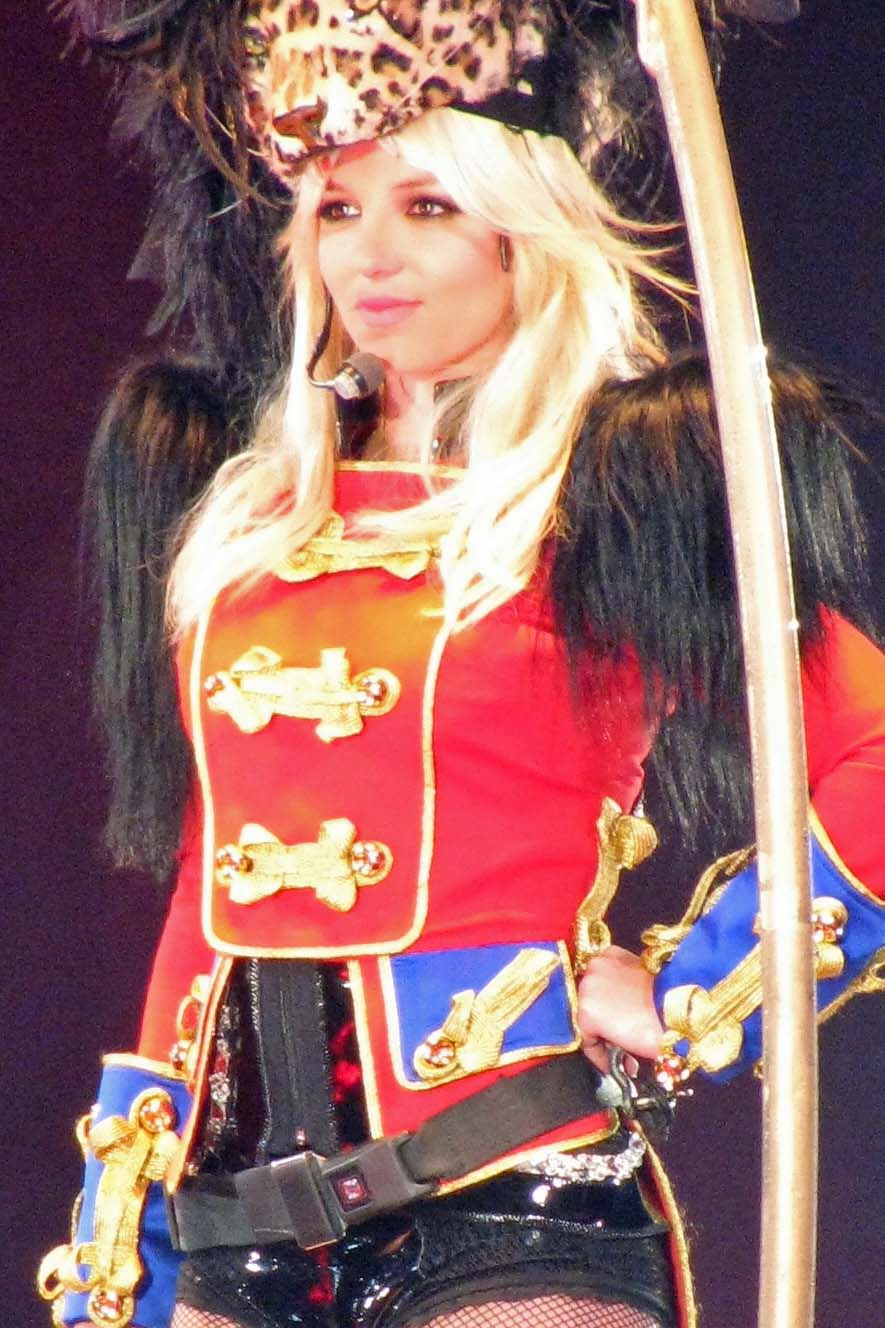
Britney Spears, colaboradora en «SMS (Bangerz)».

Tras el estreno del video musical de «We Can't Stop», Spears felicitó a Cyrus en Twitter y le comentó que le gustaría aprender un poco de twerk. En respuesta, Cyrus le escribió que le enseñaría a hacer twerk siempre y cuando ella le enseñara la coreografía del video de «I'm a Slave 4 U». En seguida, los medios comenzaron a rumorear una posible colaboración entre ambas, pero no se confirmó nada hasta que el compositor y productor Sean Garrett reveló a la revista Vibe que ambas cantantes habían hecho una canción juntas. Al respecto, declaró: «[Bangerz] es divertido y emocionante. Tenemos una canción con Britney. Mike, Miley y yo estábamos en el estudio y queríamos hacer el éxito más grande posible. Es un placer trabajar con algunos iconos de la industria musical como ellas». El 10 de septiembre de 2013, Cyrus rompió el récord de mayor número de visualizaciones en menos de un día en Vevo, por lo que en agradecimiento reveló en Twitter el listado de canciones de Bangerz. De este modo, finalmente dio a conocer el título de la colaboración: «SMS (Bangerz)».
Días después, Cyrus declaró sobre la colaboración con Spears: «Habíamos estado tratando de trabajar juntas y sentí que tenía que ser en el momento adecuado. Después de que salió "[We] Can't Stop", ella llamó y dijo lo mucho que le gustó la canción. Al principio, la escuchó y no sabía que era mía, y entonces vio el video y se enamoró de él. Creo que le recordó lo que hizo cuando tenía 20 años y el sentimiento de querer liberarse y representar a tantas chicas. [...] Fue genial ser capaz de llegar a ella, porque no creo que haya ningún ídolo pop que me importe más de lo que me importa Britney, ya que [de ella] fue el primer CD que compré. Lo que muchas chicas piensan de mí, eso es lo que pienso de Britney, así que fue genial. [...] Siento que hay mucho de ella con lo que me puedo conectar, así que tenía que tenerla [en Bangerz]. [...] Ella tiene esa voz que cuando la oyes sabes que es Britney Spears, y eso es lo que quería, no es un dueto en el cual apenas canta, es más sobre ella en sí, quería grabarla y que se escuchara su tono, porque siento que es una de esas voces emblemáticas, su tono de voz es icónico. Es genial. Estoy emocionada». Además, escenas del día de grabaciones con Spears aparecieron en el documental Miley Cyrus: The Movement.
Cyrus luego declaró sobre Spears: «Ella es increíble. En empaques de álbum ya no conozco a nadie que dé pegatinas y pósters. Por eso fue importante para mí, dar un póster, dar pegatinas y regalos, porque cuando era más joven el primer álbum que me fui a comprar era de Britney Spears y de inmediato quería su póster. Creo que ella representa un momento en que las personas tenían una relación diferente con sus seguidores, no solo en Twitter y todo esto, sino que había algo acerca de ir y comprar un álbum. He comprado cada álbum que ha salido de Britney, porque hay algo sobre tener ese álbum y te emociona ver lo que hay dentro. Ella es como un icono en eso y por ello quería traerla de vuelta, [por lo que] seguí diciéndole: "Britney, realmente no te das cuenta de cuán genial eres. La gente me dice que represento su infancia, para mí tú representas toda mi infancia, como si fueras la banda sonora de mi vida". Quiero hacer que se dé cuenta de lo realmente genial que es y de cómo es una leyenda viviente. Cuando tienes 30 años no te das cuenta de lo que eres. Quiero que ella se vea a sí misma desde fuera y se dé cuenta de "Soy Britney Spears". Así que quería celebrar eso en la canción, quería que fuera como esta es Britney. Ni siquiera es tanto sobre su forma de cantar sino que sobre su voz. Ella tiene una de esas voces que tan pronto como hablan ya sabes que es Britney Spears y quería que la canción fuera de eso».

## Descripción

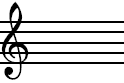
La canción está compuesta en la tonalidad de do mayor.

«SMS (Bangerz)» fue compuesta por Miley Cyrus, Sean Garrett, Michael L. Williams II y Marquel Middlebrooks, mientras que la producción estuvo a cargo de los dos últimos. Es una canción perteneciente al género pop con influencias del rap y el hip hop, la cual dura dos minutos y cuarenta y nueve segundos. De acuerdo con la partitura publicada por Faber Music en el sitio web Musicnotes, «SMS (Bangerz)» está compuesta en la tonalidad de do mayor. El registro vocal se extiende desde la nota mi3 hasta si4. En el coro, Cyrus habla sobre divertirse, las drogas y el amor través de las líneas, (All the way in the back/ with a tree on my lap/ All the boys like to ask me "what you doing with that"/ you say you love me, I ain't fooling with that/ They ask me how I keep a man, I keep a battery pack —en español: "Durante todo el camino en la parte de atrás/ con un árbol en mi regazo/ Todos los chicos les gusta preguntarme "¿qué haces con eso" / me dices que me amas, no estoy engañando con eso/ Me preguntan cómo mantengo un hombre, guardo un paquete de baterías"—).

## Recepción crítica

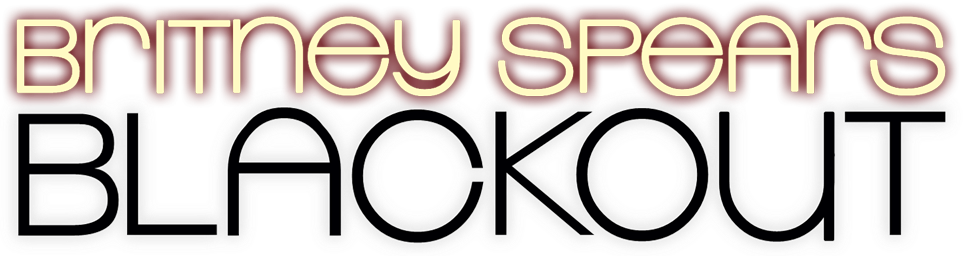
Diversos críticos describieron a la canción como un homenaje al álbum Blackout de Britney Spears.

Como parte de la recepción crítica del tema, Rob Markman, de MTV, escribió: «El tema energético [...] recuerda un ambiente hip hop de 1980 con un repunte similar al sencillo clásico de Salt-N-Pepa, "Push It"». Por otro lado, Jason Lipshutz de Billboard escribió:

Miley ha descrito a Britney Spears como un ídolo y aquí emula la inclinación por el descaro de la reina del pop, presionando el botón «It's Britney, bitch!» —«¡Es Britney, perra!»— (línea de muestra: «They ask me how I keep a man. I keep a battery pack» —«Me preguntan cómo mantengo a un hombre. Guardo un paquete de batería»—), mientras mete a Spears en la segunda estrofa. «SMS (Bangerz)» es ciertamente estrafalario y lleno de trucos... pero eso no va a impedir que al menos alguien se interese por un dueto Britney/Miley en el LP, aunque solo sea por curiosidad.

Kitty Empire del periódico inglés The Observer, en su reseña describe a «SMS (Bangerz)» como un mal plagio a la canción «Push It» de Salt-N-Pepa. Por otro lado, Enric Zapatero de Cromosoma X reseñó: «Ya te lo contamos cuando la escuchamos. El ritmo endiablado y urbano bebe, digan lo que digan, 100% de Blackout, la piedra Rosetta del pop femenino post 2007. ¿Y qué mejor que dejarlo claro con unas frases de la mismísima Princesa del Pop Britney Spears? Si nos basamos en el documental Miley: The Movement, a Britney le da grima aparecer en el disco de la chica que no conoce de nada, pero el resultado musical es un temazo. ¿Será single? ¿Habrá video como promete Miley? Ojalá». Bill Lamb de About.com comenta que en la pista Cyrus se une a Spears para crear una de las mejores canciones del álbum. Lamb comenta: «Miley se une con Britney Spears, alguien que sabe una cosa o dos acerca de cómo navegar a través de controversia pública, y el sonido de este par está teniendo el mejor momento en el comercio de la vida».
Sin embargo no todas las críticas fueron positivas. Sam Lansky de Idolator catalogó a la colaboración de ambas cantantes como una «oportunidad perdida», además a Lansky le pareció que el verso de Britney Spears no agregaba algo nuevo a la canción. Daniel Smith de Cosmo Girl le otorgó a la canción tres de cinco estrellas. En su reseña explica su desepción al escucha la canción, Smith escribió: «Salté de la cama (literalmente) para descargar SMS (Bangerz), ahora me arrepiento de mi acto de emoción [...] Es la primera vez que Miley Cyrus está colaborando con su ídolo Britney Spears. Pero poniendo a Britney en el segundo verso? Enserio Miley! [...] Al principio no podía entender lo que estaba pasando (en/con la canción) Y cuando me adentré de alguna manera a la canción podía entender que yo todavía no estaba captando el mensaje [...] Me sentí muy afortunado cuando escuché la canción por tercera vez. Suspiré. Finalmente me di cuenta de que Britney Spears fue puesta en la segunda estrofa de la canción y fue entonces cuando la canción comienza a sonar como un gran éxito. Lo sentimos Miley pero debiste haber dejado que tu ídolo se colocará por delante, pero no nos quejamos».

## Presentaciones en directo
Cyrus canto por primera vez la canción durante el concierto acústico de MTV Unplugged en 2014, donde Cyrus actuó con Madonna. La canción fue el tema de entrada en la gira de Cyrus Bangerz Tour, usando originalmente un leotardo rojo y plumas en los hombros. Cyrus volvió a interpretar la canción el 9 de mayo de 2014 en el mini-show que realizó en el club londinense G-A-Y. Cyrus volvió a ínterpretar la canción durante el festival musical, el 21 de junio de 2014, Summertime Ball en el Estadio Wembley, Londres, delante de 80.000 personas. La cantante volvió a interpretar la canción durante el concierto benéfico "No Adult Swim Party" en Nueva York, esta vez con una estética de mariposa en mayo de 2015. El 29 de julio de 2021 Cyrus interpretó la canción en el Lollapalooza en Chicago frente a más de 100.000 personas, usando la versión demo de «SMS (Bangerz)» para el verso de Britney Spears mientras en las pantallas del escenario se mostraba la frase Free Britney.

## Listas de popularidad

### Semanales
| País (Lista 2013)                            | Mejor posición |
| -------------------------------------------- | -------------- |
| Estados Unidos (Bubbling Under Hot 100)      | 10             |
| Estados Unidos (Digital Songs)               | 70             |
| Estados Unidos (Pop Digital Songs)           | 29             |
| Portugal (Digital Songs)                     | 41             |
| Reino Unido (The Official UK Charts Company) | 157            |

## Créditos y personal
- Miley Cyrus: voz y composición
- Britney Spears: Voz
- Sean Garrett: Composición
- Mike Will Made It: producción y composición
- Marz: Coproducción y composición
- Chris "Tek" O'Ryan: Ingeniero
- Jaycen Joshua: Mezcla
- Stephen Hybicki y Tim Roberts: Masterización
- Ryan Kaul y Mike Gaydusek: Asistentes

Fuente: Allmusic y Discogs.